# Augochlora nominata
Augochlora nominata är en biart som beskrevs av Michener 1954. Augochlora nominata ingår i släktet Augochlora och familjen vägbin. Inga underarter finns listade.